# 安国镇 (沛县)
安国镇，是中华人民共和国江苏省徐州市沛县下辖的一个乡镇级行政单位。

## 行政区划
安国镇下辖以下地区：
袁庄社区、丁庄社区、蔡家社区、周田社区、安国社区、灌英社区、张双楼社区、朱王庄社区、刘邦村、汪塘村、小楼村、苇子园村、二郎庙村、庙道口村、吴庙村、张刘庄村、刘河涯村、程圩子村、王三庄村、陈辛庄村、郝新庄村、马庄村、五座楼村、邵庄村、贺庄村、张集村、苗岗村、訾洼村、刘寨村、前王庄村和后王庄村。